# Odontomyia masaica
Odontomyia masaica är en tvåvingeart som först beskrevs av Lindner 1953.  Odontomyia masaica ingår i släktet Odontomyia och familjen vapenflugor.
Artens utbredningsområde är Tanzania. Inga underarter finns listade i Catalogue of Life.